# Guardian Digital
Ne doit pas être confondu avec The Guardian.
 (janvier 2023).
Guardian Digital est la société éditrice de la distribution GNU/Linux EnGarde Secure Linux. Elle est basée à Allendale dans le New Jersey aux États-Unis. L'entreprise est fondée en 1999 par Dave Wreski.